# Amélie von Wallmoden
Amélie Sophie Marianne von Wallmoden, comtesse de Yarmouth, né Amélie von Wendt (1er avril 1704–19 ou 20 octobre 1765), est la principale maîtresse du roi Georges II du milieu des années 1730 jusqu'à sa mort en 1760. Née dans une famille bien en vue dans l'Électorat de Hanovre, et mariée à un autre, en 1740, elle est naturalisée sujet de la Grande-Bretagne et obtient une pairie à vie, avec le titre de "comtesse de Yarmouth", devenant ainsi la dernière maîtresse royale à être honorée de la sorte. Elle reste en Angleterre jusqu'à la mort en 1760, du roi Georges II, qui a avec elle son deuxième fils, Johann Ludwig von Wallmoden-Gimborn. Elle retourne à Hanovre pour le reste de sa vie, survivant au roi pendant près de cinq ans.

## Biographie
Elle est née Amélie Sophie Marianne von Wendt le 1er avril 1704, la fille du général Johann Franz Dietrich von Wendt de son mariage avec Frédérique Charlotte von dem Bussche-Ippenburg, qui appartient à l'une des branches de la famille von dem Bussche.
Georges II est d'abord attiré par la comtesse Wallmoden en 1735, lors d'une visite à Hanovre, où elle vit avec son mari. En 1736, elle enfante un fils, appelé Johann Ludwig von Wallmoden, non reconnu comme enfant illégitime du roi,. Le roi cesse ces visites à sa maîtresse, après la mort de sa femme Caroline d'Ansbach en novembre 1737. La comtesse Wallmoden vient le rejoindre en Angleterre. En 1739, Johnson décrit en termes cinglants la relation du roi avec Wallmoden, "torturé son fils mourra avant son visage / Alors qu'il se trouve en train de fondre dans un lubrique embrassader",.
En 1739, Amalie von Wallmoden divorce de son mari.
Après la mort du roi, le 25 octobre 1760, Amélie von Wallmoden retourne à Hanovre. Elle est décédée le 19 ou le 20 octobre 1765 du cancer du sein, âgée de 61 ans.